# Guido Zembsch-Schreve
Guido Zembsch-Schreve (17 mai 1916-1er février 2003) fut, pendant la Seconde Guerre mondiale, un agent secret néerlandais du Special Operations Executive.

## Éléments biographiques
Guido Zembsch-Schreve naît le 17 mai 1916 à Berne en Suisse. Dans sa jeunesse, il voyage beaucoup et apprend ainsi plusieurs langues.
Études : Harvard Business School
Guido Zembsch-Schreve se distingue dans une opération de commando menée en juin 1942 sur l'île anglo-normande de Sercq. Il est parachuté en France au début de 1943 par la section DF du SOE, pour monter une ligne d'évasion et d'infiltration allant du nord des Pays-Bas (Delfzijl, dans la province de Groningue) à l'Espagne, et d'une ligne de transport de matériel allant d'Yverdon, en Suisse (le siège de l'entreprise Paillard), à Barcelone. Mais la section F le charge aussi de reconnaître des emplacements appropriés pour des parachutages de matériel et des terrains permettant des opérations en Lysander (il s'agit de doubler le réseau Claude-FARRIER sur le responsable duquel — Henri Déricourt — s'accumulent alors les soupçons ; et c'est Vera Atkins qui développe, pour lui et pour le radio qui l'accompagne (le Mauricien Claude Planel), les histoires couvrant les identités qui leur sont attribuées (Pierre Lalande pour lui et Jacques Cornet pour le radio)...
La ligne d'évasion PIERRE/JACQUES et la ligne de transport d'Yverdon sont des succès. Malheureusement, Zembsch-Schreve, se rendant lui-même à un rendez-vous que l'un de ses agents de liaison ne peut assurer, se fait arrêter, à Paris, le 20 mars 1944. Il réussit, malgré les sévices, à duper les Allemands qui ne parviennent pas à l'identifier ; et non seulement il survit à l'horreur de Buchenwald, Dora et Ravensbrück mais parvient à s'évader lors de la marche finale dans laquelle les SS entraînent leurs prisonniers à l'approche des troupes alliées.
Lorsqu'il revient à Londres, en mai 1945, le général Gubbins, lui-même, l'attend au pied de la passerelle, sur le tarmac de Croydon.
Guido Zembsch-Schreve meurt le 1er février 2003 en Belgique.

## Œuvre
Guido Zembsch-Schreve a écrit ses mémoires d'agent secret :
- (nl) Operatie Pierre-Jacques. Geheim agent, commando en gevangene van de Gestapo, 1940-1945;(noté par Eddy de Roever); Baarn, Hollandia, 1990   (ISBN 9064100446)
- (en) Pierre Lalande: Special Agent, Leo Cooper, 1996 ; Charnwood, 1998,  (ISBN 0708938884),  (ISBN 978-0708938881)

## Reconnaissance

### Distinctions
- Royaume-Uni : membre de l'Ordre de l'Empire britannique (MBE), pour le raid sur Sercq ;
- France : chevalier de la Légion d'honneur, médaille remise le 16 mars 2002 par le général Louis Garnier, Inspecteur général des Armées, en présence de l'Ambassadeur des Pays-Bas en France et de représentants de la résistance belge ;
- Pays-Bas : Bronzen Kruis

### Divers
Un de ses amis astronomes a donné son nom à un astéroïde, découvert le 8 novembre 1993 : 10834 Zembsch-Schreve

## Identités
- État civil : Guido Zembsch-Schreve
- Comme agent du SOE :
  - Nom de guerre (field name) : « Pierre »
  - Papiers d’identité : Pierre Lalande

Parcours militaire :
- Dutch Army (Prinses Irene Brigade) ; grade : private (simple soldat)
- SOE ; grade : lieutenant

## Famille
- Son père :  neurologue néerlandais établi en Belgique après la Première Guerre mondiale ;
- Sa femme : Jacqueline Reynaud. Ils ont trois fils.